# Aleksandre K. Gorski
Pour les articles homonymes, voir Gorski et Gorsky.
Aleksandre Konstantinovitch Gorski, parfois retranscrit en français sous la graphie Alexandre Constantinovitch Gorsky (en russe : Алекса́ндр Константи́нович Го́рский), né le 18 décembre 1886 à Starodoub (Gouvernement de Tchernigov, Empire russe) et mort le 24 avril 1943 à Toula (Oblast de Toula, Union soviétique) est un philosophe, poète et essayiste russe, successeur de Nikolaï Fiodorov dans la défense des valeurs et des idées d'un courant de pensée qui sera plus tard appelé le « cosmisme ».

## Biographie
Nikolaï Gorski est né en décembre 1886 dans une famille religieuse, son père étant prêtre orthodoxe. Il reçoit une éducation religieuse dans divers établissements et fréquente le Monastère de la Sainte-Trinité. Après avoir obtenu son diplôme, il se voit offrir un poste de clerc dans la capitale russe, Saint-Pétersbourg, qu'il finit par abandonner. Il étudie alors un an à l'Université de Moscou, puis s'installe à Odessa où il enseigne successivement dans deux établissements religieux. Il publie des poèmes et des essais dans la revue Nouveau Vin (Молодое вино), puis collabore avec Iona Brikhnichev dans l'édition d'un recueil éclectique de réflexions de Nikolaï Fiodorov : La tâche universelle (Общая задача).
En 1918, Gorski rencontre Nikolaï Setnitski lors d'une réunion littéraire et lui présente la pensée de Fiodorov, marquant ainsi le début de leurs vingt années d'amitié et de collaboration autour de l'œuvre du philosophe russe. Au début des années 1920, Gorski et Setnitski s'installent à Moscou et rédigent pour un journal hebdomadaire des articles sur la méthode « scientifique » à adopter dans l'organisation collective du travail ; puis ils publient ensemble de façon anonyme une brochure intitulée L'apothéose de la mort (Апофеоз смерти, connue aussi sous le titre : La divinisation de la mort), sorte de pamphlet militant en faveur d'une transformation radicale de la société selon les objectifs fixés par Fiodorov.
À partir de 1929, année marquant le début du règne de Staline, les idées de Fiodorov, déjà fortement suspectes, finissent par être jugées incompatibles avec l'idéologie soviétique de la période. Gorski est alors arrêté et il passe la majeure partie des années 1930 en prison. Setnitski, rentré en Russie de Chine en 1935, est également arrêté puis exécuté en 1937. La même année, Gorski est libéré de prison et s'exile à Kalouga, petite ville de Russie occidentale où Constantin Tsiolkovski, grand précurseur de ce qui deviendra le « cosmisme scientifique », avait vécu jusqu'à la fin de sa vie (deux ans auparavant), et où Alexandre Tchijevski, précurseur quant à lui du « biocosmisme », vit toujours.
Gorski meurt en avril 1943 dans une prison russe après y avoir été à nouveau incarcéré. Il noue jusqu'à sa mort des liens étroits avec ses « filles spirituelles », les filles de Setnitski – Olga et Elena – ainsi que leur amie Ekaterina Kracheninnikova. Devenues elles-mêmes des adeptes enthousiastes de Nikolaï Fiodorov, elles parviennent à cacher et à préserver les archives de Gorski et de Setnitski durant presque toute la période soviétique ultérieure, avant d'en permettre la publication après la chute du régime communiste.

## Philosophie du désir, futurologie
Aleksandre Gorski est reconnu en Russie pour avoir été l'un des principaux promoteurs de l'idée du « mariage chaste », relation de couple où la femme et le mari s'abstiennent de toute relation sexuelle mais partagent une dévotion totale l'un pour l'autre. Cette idée a été soutenue préalablement par Nikolaï Fiodorov qui, comme le souligne Gorski, a devancé les connaissances de Sigmund Freud concernant le pouvoir de l'« instinct érotique » et la nécessité de le contrôler. Selon Gorski, le contrôle de cet instinct constitue même une étape déterminante dans l'évolution vers un niveau supérieur d'humanité, nous faisant passer de l'ère de la « pornocratie » à celle de la « psychocratie ».
Dans la phase actuelle de l'humanité, les hommes et les femmes sont aliénés par leur sexualité, principalement définis quand ils sont jeunes par leur potentiel sexuel, et lorsqu'ils sont vieux par leurs progénitures (ou par leurs « productions sexuelles »). Dans la société future, en revanche, l'instinct érotique (l'équivalent pour Gorski de la « libido » chez Freud) ne sera plus une simple pulsion sexuelle mais une force dont l'énergie créatrice sera essentiellement spirituelle, au lieu d'être essentiellement physique. Les nouveaux organismes qui seront alors artificiellement créés ne seront désormais plus sexués, comme le sont encore aujourd'hui les êtres humains, mais ils constitueront de véritables androgynes vivant d'une existence supérieure, en parfaite communion au sein du couple. Pour Gorski, le projet de résurrection universelle promu par Fiodorov doit remplacer à terme le désir naturel de reproduction et ramener à lui les puissantes forces de l'énergie sexuelle.